# غورغوبي (كيلكيس)

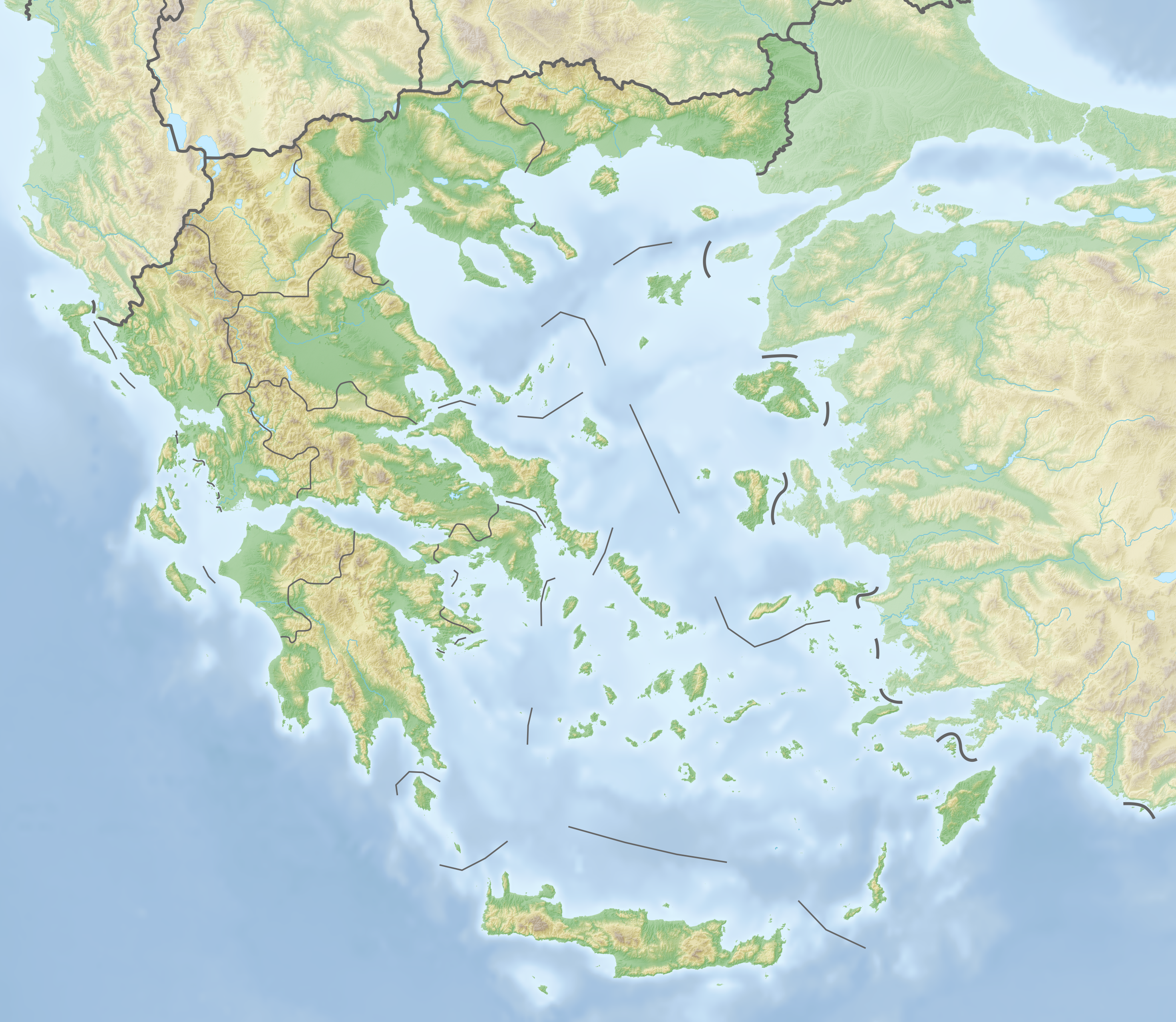

غورغوبي (Γοργόπη) هي مدينة في كيلكيس في مقاطعة فوريا إلادا في اليونان.
يبلغ عدد سكانها حوالي 791 نسمة.